# Họ Đước
Họ Đước (danh pháp khoa học: Rhizophoraceae) là một họ bao gồm một số loài thực vật có hoa dạng cây thân gỗ hay cây bụi ở vùng nhiệt đới hay cận nhiệt đới. Trong số này được biết đến nhiều nhất có lẽ là các loài đước trong chi Rhizophora. Họ này chứa khoảng 120-150 loài, phân bố trong 16 chi, phần lớn là bản địa Cựu thế giới. Chúng là các dạng cây thân gỗ với các lá mọc đối hay vòng (nhưng không chéo chữ thập), với các hoa thụ phấn nhờ côn trùng có các đĩa mật và thường có 5 cánh hoa.
Trong hệ thống APG II họ này được đặt trong bộ Sơ ri (Malpighiales), mặc dù trong hệ thống Cronquist nó tự tạo thành bộ của chính mình, gọi là Rhizophorales. Các loài trong họ này chủ yếu là lưỡng tính, hiếm hơn là đơn tính cùng gốc hoặc hỗn hợp đơn tính cùng gốc+lưỡng tính. Các loài đước thường có phôi mầm lớn nhưng nội nhũ nhỏ và là dạng "sinh cây con" (nghĩa là hạt nảy mầm thành cây con ngay trên cây mẹ), sau khi rời cây mẹ thì hạt đã nảy mầm trôi nổi trong nước, trụ dưới lá mầm thẳng ra và phát triển các rễ bên để cố định cây con, trong khi các loài sống trên đất liền lại không như vậy.

## Phân loại
Họ này có thể phân chia thành 4 tông/nhóm là: 
- Tông Macariseae gồm 7 chi với khoảng 94 loài, trong đó các chi Cassipourea (62 loài), Dactylopetalum (15 loài) là đa dạng nhất. Phân bố: nhiệt đới châu Mỹ và châu Phi, cũng như tại Ấn Độ và Sri Lanka.
  - Cassipourea (bao gồm cả Anstrutheria, Endosteira, Legnotis, Petalodactylis, Richaeia, Richea, Weihea)
  - Blepharistemma
  - Comiphyton
- Tông Paradrypetes: 1 chi và 2 loài tại Brasil.
  - Paradrypetes (trước đây thuộc họ Picrodendraceae hay phân họ Oldfieldioideae của họ Euphorbiaceae[1][2][3]).
- Tông Gynotrocheae: 4 chi, 30 loài, trong đó Crossostylis (10 loài) là đa dạng nhất. Phân bố: khu vực Ấn Độ-Malesia, Madagascar.
  - Carallia (bao gồm cả Barraldeia, Diatoma, Karekandel, Petelotoma, Sagittipetalum): Xăng mả, trúc tiết. Việt Nam có xăng mã nguyên Carallia brachiata và Răng cá Carallia diplopetala.[4]
  - Crossostylis (bao gồm cả Haplopetalon, Haplopetalum).
  - Gynotroches
  - Pellacalyx (bao gồm cả Plaesiantha)
- Tông Rhizophoreae: 4 chi, 17 loài, trong đó Rhizophora (khoảng 9 loài) là đa dạng nhất. Phân bố rộng khắp vùng nhiệt đới, nhưng tập trung tại khu vực ven biển thuộc miền đông Ấn Độ Dương và Đông Nam Á.
  - Bruguiera (bao gồm cả Kanilia, Paletuviera): Vẹt. Hiện ở Việt Nam có vẹt đen Bruguiera sexangula, vẹt dù Bruguiera gymnorhiza, vẹt khang Bruguiera cylindrica, vẹt tách Bruguiera parviflora[4]
  - Kandelia: Trang.
  - Ceriops: Dà, nét. Ở Việt Nam có dà ceriops tagal và dà đỏ ceriops decandra.[4]
  - Rhizophora (bao gồm cả Mangium): Chi Đước. Hiện ở Việt Nam có đước đôi Rhizophora apiculatta, đước xanh Rhizophora mucronata và đước chằng Rhizophora stylosa.[4]

## Phát sinh chủng loài
Cây phát sinh chủng loài dưới đây lấy theo Schwarzbach A. E. và Ricklefs R. E. (2000), trong phân tích của các tác giả không có dữ liệu cho hai chi Comiphyton và Blepharistemma, nhưng nói chung chúng được xếp trong tông Macariseae, cụ thể là có qua hệ gần với Cassipourea. Chi Paradrypetes không có mặt trong cây phát sinh chủng loài này, nhưng theo nghiên cứu của Kenneth J. Wurdack và Charles C. Davis (2009) thì nó có quan hệ họ hàng gần với chi Cassipourea, và như thế thuộc về họ Rhizophoraceae.
|  | \| \| Anopyxis \| \| \| \| \| \| Macarisia \| \| \| \| |
|  |                                                        |
|  | Dactylopetalum                                         |
|  |                                                        |
|  | Anopyxis                                               |
|  |                                                        |
|  | Macarisia                                              |
|  |                                                        |

|  | Anopyxis  |
|  |           |
|  | Macarisia |
|  |           |

|  | \| \| Anopyxis \| \| \| \| \| \| Macarisia \| \| \| \| |
|  |                                                        |
|  | Dactylopetalum                                         |
|  |                                                        |
|  | Anopyxis                                               |
|  |                                                        |
|  | Macarisia                                              |
|  |                                                        |

|  | Anopyxis  |
|  |           |
|  | Macarisia |
|  |           |

|  | \| \| Anopyxis \| \| \| \| \| \| Macarisia \| \| \| \| |
|  |                                                        |
|  | Dactylopetalum                                         |
|  |                                                        |
|  | Anopyxis                                               |
|  |                                                        |
|  | Macarisia                                              |
|  |                                                        |

|  | Anopyxis  |
|  |           |
|  | Macarisia |
|  |           |

|  | \| \| Anopyxis \| \| \| \| \| \| Macarisia \| \| \| \| |
|  |                                                        |
|  | Dactylopetalum                                         |
|  |                                                        |
|  | Anopyxis                                               |
|  |                                                        |
|  | Macarisia                                              |
|  |                                                        |

|  | Anopyxis  |
|  |           |
|  | Macarisia |
|  |           |

|  | Crossostylis                                               |
|  |                                                            |
|  | \| \| Gynotroches \| \| \| \| \| \| Pellacalyx \| \| \| \| |
|  |                                                            |
|  | Gynotroches                                                |
|  |                                                            |
|  | Pellacalyx                                                 |
|  |                                                            |

|  | Gynotroches |
|  |             |
|  | Pellacalyx  |
|  |             |

|  | Crossostylis                                               |
|  |                                                            |
|  | \| \| Gynotroches \| \| \| \| \| \| Pellacalyx \| \| \| \| |
|  |                                                            |
|  | Gynotroches                                                |
|  |                                                            |
|  | Pellacalyx                                                 |
|  |                                                            |

|  | Gynotroches |
|  |             |
|  | Pellacalyx  |
|  |             |

|  | \| \| Kandelia \| \| \| \| \| \| Ceriops \| \| \| \| |
|  |                                                      |
|  | Rhizophora                                           |
|  |                                                      |
|  | Kandelia                                             |
|  |                                                      |
|  | Ceriops                                              |
|  |                                                      |

|  | Kandelia |
|  |          |
|  | Ceriops  |
|  |          |

|  | \| \| Kandelia \| \| \| \| \| \| Ceriops \| \| \| \| |
|  |                                                      |
|  | Rhizophora                                           |
|  |                                                      |
|  | Kandelia                                             |
|  |                                                      |
|  | Ceriops                                              |
|  |                                                      |

|  | Kandelia |
|  |          |
|  | Ceriops  |
|  |          |

|  | Crossostylis                                               |
|  |                                                            |
|  | \| \| Gynotroches \| \| \| \| \| \| Pellacalyx \| \| \| \| |
|  |                                                            |
|  | Gynotroches                                                |
|  |                                                            |
|  | Pellacalyx                                                 |
|  |                                                            |

|  | Gynotroches |
|  |             |
|  | Pellacalyx  |
|  |             |

|  | Crossostylis                                               |
|  |                                                            |
|  | \| \| Gynotroches \| \| \| \| \| \| Pellacalyx \| \| \| \| |
|  |                                                            |
|  | Gynotroches                                                |
|  |                                                            |
|  | Pellacalyx                                                 |
|  |                                                            |

|  | Gynotroches |
|  |             |
|  | Pellacalyx  |
|  |             |

|  | \| \| Kandelia \| \| \| \| \| \| Ceriops \| \| \| \| |
|  |                                                      |
|  | Rhizophora                                           |
|  |                                                      |
|  | Kandelia                                             |
|  |                                                      |
|  | Ceriops                                              |
|  |                                                      |

|  | Kandelia |
|  |          |
|  | Ceriops  |
|  |          |

|  | \| \| Kandelia \| \| \| \| \| \| Ceriops \| \| \| \| |
|  |                                                      |
|  | Rhizophora                                           |
|  |                                                      |
|  | Kandelia                                             |
|  |                                                      |
|  | Ceriops                                              |
|  |                                                      |

|  | Kandelia |
|  |          |
|  | Ceriops  |
|  |          |

|  | \| \| Anopyxis \| \| \| \| \| \| Macarisia \| \| \| \| |
|  |                                                        |
|  | Dactylopetalum                                         |
|  |                                                        |
|  | Anopyxis                                               |
|  |                                                        |
|  | Macarisia                                              |
|  |                                                        |

|  | Anopyxis  |
|  |           |
|  | Macarisia |
|  |           |

|  | \| \| Anopyxis \| \| \| \| \| \| Macarisia \| \| \| \| |
|  |                                                        |
|  | Dactylopetalum                                         |
|  |                                                        |
|  | Anopyxis                                               |
|  |                                                        |
|  | Macarisia                                              |
|  |                                                        |

|  | Anopyxis  |
|  |           |
|  | Macarisia |
|  |           |

|  | \| \| Anopyxis \| \| \| \| \| \| Macarisia \| \| \| \| |
|  |                                                        |
|  | Dactylopetalum                                         |
|  |                                                        |
|  | Anopyxis                                               |
|  |                                                        |
|  | Macarisia                                              |
|  |                                                        |

|  | Anopyxis  |
|  |           |
|  | Macarisia |
|  |           |

|  | \| \| Anopyxis \| \| \| \| \| \| Macarisia \| \| \| \| |
|  |                                                        |
|  | Dactylopetalum                                         |
|  |                                                        |
|  | Anopyxis                                               |
|  |                                                        |
|  | Macarisia                                              |
|  |                                                        |

|  | Anopyxis  |
|  |           |
|  | Macarisia |
|  |           |

|  | Crossostylis                                               |
|  |                                                            |
|  | \| \| Gynotroches \| \| \| \| \| \| Pellacalyx \| \| \| \| |
|  |                                                            |
|  | Gynotroches                                                |
|  |                                                            |
|  | Pellacalyx                                                 |
|  |                                                            |

|  | Gynotroches |
|  |             |
|  | Pellacalyx  |
|  |             |

|  | Crossostylis                                               |
|  |                                                            |
|  | \| \| Gynotroches \| \| \| \| \| \| Pellacalyx \| \| \| \| |
|  |                                                            |
|  | Gynotroches                                                |
|  |                                                            |
|  | Pellacalyx                                                 |
|  |                                                            |

|  | Gynotroches |
|  |             |
|  | Pellacalyx  |
|  |             |

|  | \| \| Kandelia \| \| \| \| \| \| Ceriops \| \| \| \| |
|  |                                                      |
|  | Rhizophora                                           |
|  |                                                      |
|  | Kandelia                                             |
|  |                                                      |
|  | Ceriops                                              |
|  |                                                      |

|  | Kandelia |
|  |          |
|  | Ceriops  |
|  |          |

|  | \| \| Kandelia \| \| \| \| \| \| Ceriops \| \| \| \| |
|  |                                                      |
|  | Rhizophora                                           |
|  |                                                      |
|  | Kandelia                                             |
|  |                                                      |
|  | Ceriops                                              |
|  |                                                      |

|  | Kandelia |
|  |          |
|  | Ceriops  |
|  |          |

|  | Crossostylis                                               |
|  |                                                            |
|  | \| \| Gynotroches \| \| \| \| \| \| Pellacalyx \| \| \| \| |
|  |                                                            |
|  | Gynotroches                                                |
|  |                                                            |
|  | Pellacalyx                                                 |
|  |                                                            |

|  | Gynotroches |
|  |             |
|  | Pellacalyx  |
|  |             |

|  | Crossostylis                                               |
|  |                                                            |
|  | \| \| Gynotroches \| \| \| \| \| \| Pellacalyx \| \| \| \| |
|  |                                                            |
|  | Gynotroches                                                |
|  |                                                            |
|  | Pellacalyx                                                 |
|  |                                                            |

|  | Gynotroches |
|  |             |
|  | Pellacalyx  |
|  |             |

|  | \| \| Kandelia \| \| \| \| \| \| Ceriops \| \| \| \| |
|  |                                                      |
|  | Rhizophora                                           |
|  |                                                      |
|  | Kandelia                                             |
|  |                                                      |
|  | Ceriops                                              |
|  |                                                      |

|  | Kandelia |
|  |          |
|  | Ceriops  |
|  |          |

|  | \| \| Kandelia \| \| \| \| \| \| Ceriops \| \| \| \| |
|  |                                                      |
|  | Rhizophora                                           |
|  |                                                      |
|  | Kandelia                                             |
|  |                                                      |
|  | Ceriops                                              |
|  |                                                      |

|  | Kandelia |
|  |          |
|  | Ceriops  |
|  |          |

## Sử dụng
Một số loài có gỗ thích hợp cho các công trình xây dựng dưới nước hoặc để làm cọc, cột. Tanin thu được từ vỏ cây để thuộc da. Các rừng đước ngập mặn tạo thành một phần của hệ sinh thái đất ngập mặn, có vai trò quan trọng trong sự phát triển và đa dạng hóa của động vật thân mềm.